# Volta Ciclista a Catalunya 2004
Il Volta Ciclista a Catalunya 2004, ottantaquattresima edizione della corsa, si svolse in sette tappe dal 14 al 20 giugno 2004, per un percorso totale di 838,1 km con partenza da Salou e arrivo a Barcellona. La vittoria fu appannaggio dello spagnolo Miguel Ángel Martín, che completò il percorso in 20h39'44", precedendo il russo Vladimir Karpec e il connazionale Roberto Laiseka. 
I corridori che partirono da Salou furono 118, mentre coloro che tagliarono il traguardo di Barcellona furono 103.

## Tappe
| Tappa  | Data      | Percorso                                         | km    | Vincitore di tappa    | Leader cl. generale |
| ------ | --------- | ------------------------------------------------ | ----- | --------------------- | ------------------- |
| 1ª     | 14 giugno | Salou (cronosquadre)                             | 18,1  | Illes Balears-Banesto | Isaac Gálvez        |
| 2ª     | 15 giugno | Salou > Horta de Sant Joan                       | 145,4 | Miguel Ángel Martín   | Vladimir Karpec     |
| 3ª     | 16 giugno | Les Borges Blanques > Andorra (AND)              | 200,7 | Miguel Ángel Martín   | Vladimir Karpec     |
| 4ª     | 17 giugno | Llorts (AND) > Arcalís (AND) (cron. individuale) | 12,4  | Miguel Ángel Martín   | Miguel Ángel Martín |
| 5ª     | 18 giugno | Llívia > Blanes                                  | 180,6 | Danilo Hondo          | Miguel Ángel Martín |
| 6ª     | 19 giugno | Blanes > Vallirana                               | 148,1 | Max van Heeswijk      | Miguel Ángel Martín |
| 7ª     | 20 giugno | Olesa de Montserrat > Barcellona                 | 132,8 | Isaac Gálvez          | Miguel Ángel Martín |
| Totale | Totale    | Totale                                           | 838,1 |                       |                     |

## Squadre e corridori partecipanti
| N.    | Cod. | Squadra                    |
| ----- | ---- | -------------------------- |
| 1-8   | LAM  | Lampre                     |
| 11-18 | LST  | Liberty Seguros            |
| 21-28 | FAS  | Fassa Bortolo              |
| 31-38 | REB  | Relax-Bodysol              |
| 41-48 | USP  | US Postal Service          |
| 51-58 | IBB  | Illes Balears-Banesto      |
| 61-68 | DEN  | De Nardi-Piemme Telecom    |
| 71-78 | KEL  | Comunidad Valenciana-Kelme |

| N.      | Cod. | Squadra                      |
| ------- | ---- | ---------------------------- |
| 81-88   | SDV  | Saunier Duval-Prodir         |
| 91-98   | A&S  | Acqua & Sapone-Caffè Mokambo |
| 101-107 | COF  | Cofidis                      |
| 111-118 | CAP  | Costa Almeria-Paternina      |
| 121-128 | CAF  | Cafes Baque                  |
| 131-138 | EUS  | Euskaltel-Euskadi            |
| 141-148 | GST  | Team Gerolsteiner            |

## Dettagli delle tappe

### 1ª tappa
- 14 giugno: Salou – Cronometro a squadre – 18,1 km

Risultati
| Pos. | Squadra               | Tempo  |
| ---- | --------------------- | ------ |
| 1    | Illes Balears-Banesto | 20'07" |
| 2    | Liberty Seguros       | a 6"   |
| 3    | Team Gerolsteiner     | a 15"  |

| Pos. | Corridore       | Squadra  | Tempo  |
| ---- | --------------- | -------- | ------ |
| 1    | Isaac Gálvez    | Illes B. | 23'21" |
| 2    | Vladimir Karpec | Illes B. | s.t.   |
| 3    | Antonio Tauler  | Illes B. | s.t.   |

### 2ª tappa
- 15 giugno: Salou > Horta de Sant Joan – 145,4 km

Risultati
| Pos. | Corridore           | Squadra       | Tempo    |
| ---- | ------------------- | ------------- | -------- |
| 1    | Miguel Ángel Martín | Saunier Duval | 3h46'25" |
| 2    | Vladimir Karpec     | Illes B.      | a 4"     |
| 3    | Max van Heeswijk    | US Postal     | a 6"     |

| Pos. | Corridore         | Squadra  | Tempo    |
| ---- | ----------------- | -------- | -------- |
| 1    | Vladimir Karpec   | Illes B. | 4h06'30" |
| 2    | Pablo Lastras     | Illes B. | a 6"     |
| 3    | José Luis Arrieta | Illes B. | a 8"     |

### 3ª tappa
- 16 giugno: Les Borges Blanques > Andorra (AND) – 200,7 km

Risultati
| Pos. | Corridore           | Squadra           | Tempo    |
| ---- | ------------------- | ----------------- | -------- |
| 1    | Miguel Ángel Martín | Saunier Duval     | 5h43'46" |
| 2    | Eladio Jiménez      | C. Valenciana     | a 3"     |
| 3    | Roberto Laiseka     | Euskaltel-Euskadi | a 6"     |

| Pos. | Corridore           | Squadra           | Tempo    |
| ---- | ------------------- | ----------------- | -------- |
| 1    | Vladimir Karpec     | Illes B.          | 9h50'22" |
| 2    | Miguel Ángel Martín | Saunier Duval     | a 6"     |
| 3    | Roberto Laiseka     | Euskaltel-Euskadi | a 25"    |

### 4ª tappa
- 17 giugno: Llorts (AND) > Arcalís (AND) (cron. individuale) – 12,4 km

Risultati
| Pos. | Corridore           | Squadra           | Tempo  |
| ---- | ------------------- | ----------------- | ------ |
| 1    | Miguel Ángel Martín | Saunier Duval     | 30'46" |
| 2    | Roberto Laiseka     | Euskaltel-Euskadi | a 16"  |
| 3    | David Latasa        | C. Valenciana     | a 19"  |

| Pos. | Corridore           | Squadra           | Tempo     |
| ---- | ------------------- | ----------------- | --------- |
| 1    | Miguel Ángel Martín | Saunier Duval     | 10h21'44" |
| 2    | Vladimir Karpec     | Illes B.          | a 22"     |
| 3    | Roberto Laiseka     | Euskaltel-Euskadi | a 35"     |

### 5ª tappa
- 18 giugno: Llívia > Blanes – 180,6 km

Risultati
| Pos. | Corridore         | Squadra        | Tempo    |
| ---- | ----------------- | -------------- | -------- |
| 1    | Danilo Hondo      | Gerolsteiner   | 4h14'43" |
| 2    | René Haselbacher  | Gerolsteiner   | s.t.     |
| 3    | Crescenzo D'Amore | Acqua & Sapone | s.t.     |

| Pos. | Corridore           | Squadra           | Tempo     |
| ---- | ------------------- | ----------------- | --------- |
| 1    | Miguel Ángel Martín | Saunier Duval     | 14h35'55" |
| 2    | Vladimir Karpec     | Illes B.          | a 24"     |
| 3    | Roberto Laiseka     | Euskaltel-Euskadi | a 37"     |

### 6ª tappa
- 19 giugno: Blanes > Ballirana – 148,1 km

Risultati
| Pos. | Corridore           | Squadra         | Tempo    |
| ---- | ------------------- | --------------- | -------- |
| 1    | Max van Heeswijk    | US Postal       | 3h06'03" |
| 2    | Allan Davis         | Liberty Seguros | s.t.     |
| 3    | Miguel Ángel Martín | Saunier Duval   | a 1"     |

| Pos. | Corridore           | Squadra           | Tempo     |
| ---- | ------------------- | ----------------- | --------- |
| 1    | Miguel Ángel Martín | Saunier Duval     | 17h41'55" |
| 2    | Vladimir Karpec     | Illes B.          | a 28"     |
| 3    | Roberto Laiseka     | Euskaltel-Euskadi | a 41"     |

### 7ª tappa
- 20 giugno: Olesa de Montserrat > Barcellona – 132,8 km

Risultati
| Pos. | Corridore        | Squadra      | Tempo    |
| ---- | ---------------- | ------------ | -------- |
| 1    | Isaac Gálvez     | Illes B.     | 2h57'49" |
| 2    | Mirco Lorenzetto | De Nardi     | s.t.     |
| 3    | Danilo Hondo     | Gerolsteiner | s.t.     |

| Pos. | Corridore           | Squadra           | Tempo     |
| ---- | ------------------- | ----------------- | --------- |
| 1    | Miguel Ángel Martín | Saunier Duval     | 20h39'44" |
| 2    | Vladimir Karpec     | Illes B.          | a 28"     |
| 3    | Roberto Laiseka     | Euskaltel-Euskadi | a 41"     |

## Classifiche finali

### Classifica generale
| Pos. | Corridore               | Squadra               | Tempo     |
| ---- | ----------------------- | --------------------- | --------- |
| 1    | Miguel Ángel Martín     | Saunier Duval         | 20h39'44" |
| 2    | Vladimir Karpec         | Illes Balears-Banesto | a 28"     |
| 3    | Roberto Laiseka         | Euskaltel-Euskadi     | a 41"     |
| 4    | David Latasa            | C. Valenciana         | a 1'00"   |
| 5    | Eladio Jiménez          | C. Valenciana         | a 1'19"   |
| 6    | Iván Parra              | C. Valenciana         | a 1'28"   |
| 7    | Alberto López de Munain | Euskaltel-Euskadi     | a 2'17"   |
| 8    | Josep Jufré             | Relax-Bodysol         | s.t.      |
| 9    | Pablo Lastras           | Illes Balears-Banesto | a 2'46"   |
| 10   | Daniel Atienza          | Cofidis               | a 3'07"   |

### Classifica a punti
| Pos. | Corridore           | Squadra               | Punti |
| ---- | ------------------- | --------------------- | ----- |
| 1    | Miguel Ángel Martín | Saunier Duval         | 91    |
| 2    | Danilo Hondo        | Team Gerolsteiner     | 63    |
| 3    | Vladimir Karpec     | Illes Balears-Banesto | 51    |

### Classifica scalatori
| Pos. | Corridore           | Squadra       | Punti |
| ---- | ------------------- | ------------- | ----- |
| 1    | Miguel Ángel Martín | Saunier Duval | 61    |
| 2    | David Latasa        | C. Valenciana | 51    |
| 3    | Félix Cárdenas      | Cafés Baqué   | 44    |

### Classifica sprint
| Pos. | Corridore               | Squadra               | Punti |
| ---- | ----------------------- | --------------------- | ----- |
| 1    | David Fernández Domingo | Costa de Almería      | 11    |
| 2    | Pablo Lastras           | Illes Balears-Banesto | 10    |
| 3    | Lander Euba             | Costa de Almería      | 7     |

### Classifica squadre
| Pos. | Squadra                        | Tempo     |
| ---- | ------------------------------ | --------- |
| 1    | Comunidad Valenciana           | 62h03'55" |
| 2    | Illes Balears-Caisse d'Epargne | a 5'49"   |
| 3    | Relax-Bodysol                  | a 5'56"   |